# Hans Molisch

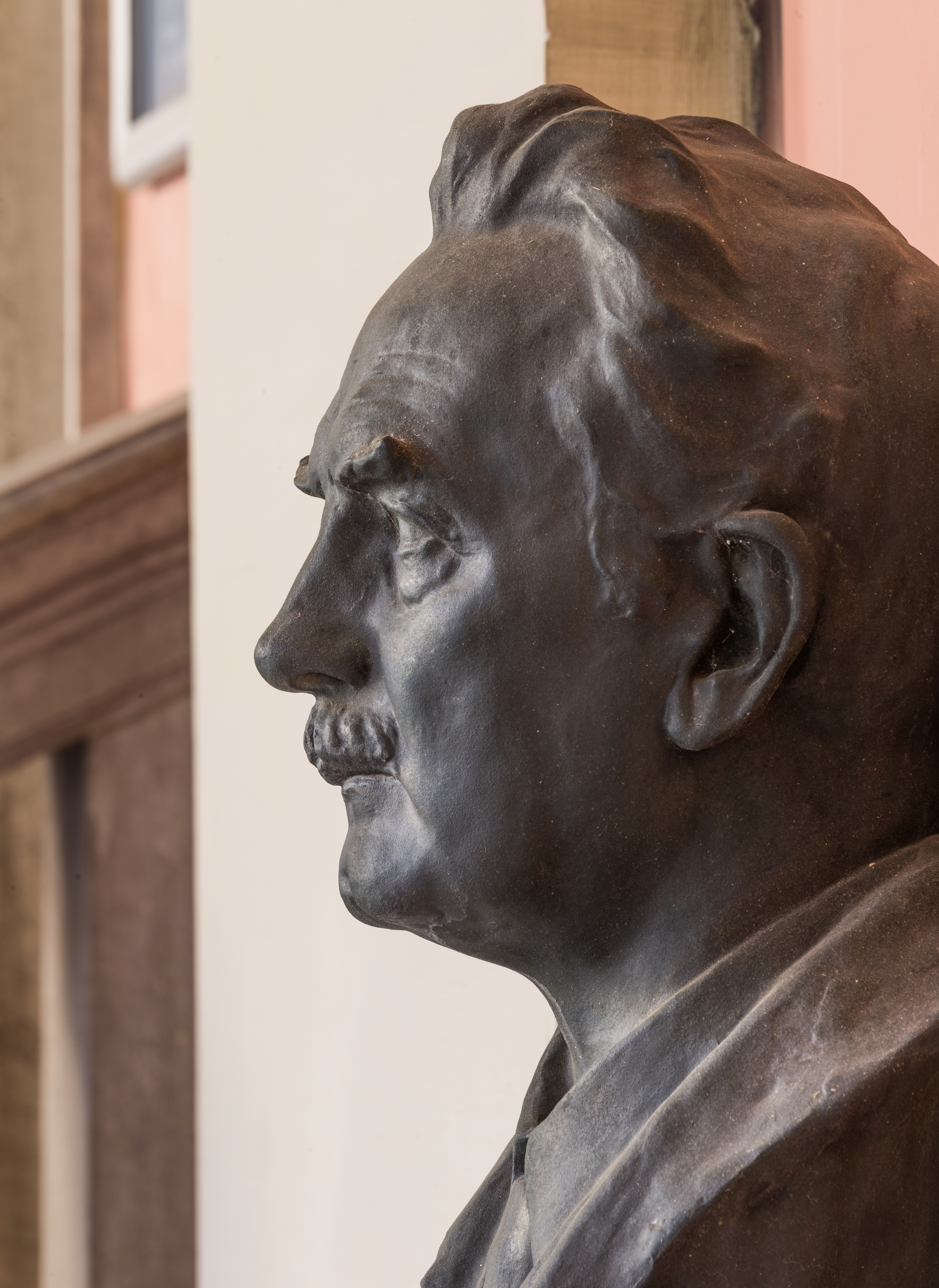
Hans Molisch, bust a la Universitat de Viena

Hans Molisch (6 de desembre de 1856, Brünn, (Moràvia) - 8 de desembre de 1937, Viena, Àustria) va ser un botànic txec-austríac.
Es considera que va encunyar el terme al·lelopatia
Va ser professor a la Universitat de Praga (1894-), Universitat de Viena (1909-1928), Universitat Imperial Tohoku, Japó; 1922-1925), i una universitat a l'Índia.
Hans Molisch eixamplà l'obra de Julius von Sachs fent impressions de les fulles.

## Obra literària
- Die Pflanzen in ihren Beziehungen zum Eisen, 1892
- Leuchtende Pflanzen, 1904
- Die Purpurbakterien, 1907
- Die Eisenbakterien, 1910
- Mikrochemie der Pflanzen, 1913
- Pflanzenphysiologie, 1920
- Pflanzenphysiologie in Japan, 1926
- Im Lande der aufgehenden Sonne, 1927